# Lepturges linearis
Lepturges linearis là một loài bọ cánh cứng trong họ Cerambycidae.